# Creative Assembly
Creative Assembly Limited – brytyjskie przedsiębiorstwo produkujące gry komputerowe, założone 18 sierpnia 1987 przez Tima Ansella. Od 2005 filia spółki Sega.

## Wyprodukowane gry
- Shogun: Total War
- Medieval: Total War
- Rome: Total War
- Spartan: Total Warrior
- Medieval II: Total War
- Empire: Total War
- Stormrise
- Napoleon: Total War
- Total War: Shogun 2
- Total War: Rome II
- Obcy: Izolacja
- Total War: Attila
- Total War: Warhammer
- Halo Wars 2
- Total War: Warhammer II
- Total War Saga: Thrones of Britannia
- Total War: Three Kingdoms
- Total War Saga: Troy[2]
- Total war: Warhammer III
- Total war: Pharaoh